# 西藏蛇头荠
西藏蛇头荠（学名：Dipoma tibeticum），为十字花科蛇头荠属下的一个植物种。其种加词“tibeticum”意为“西藏的”。
现接受名为西藏沟子荠（Eutrema sherriffii Al-Shehbaz & S.I.Warwick, 2005）。